# Zagadochnoe
Zagadochnoe är en sjö i Antarktis. Den ligger i Östantarktis. Australien gör anspråk på området. Zagadochnoe ligger 130 meter över havet. Arean är 1,4 kvadratkilometer. Den sträcker sig 4,2 kilometer i nord-sydlig riktning, och 2,7 kilometer i öst-västlig riktning.
I övrigt finns följande vid Zagadochnoe:
- Nilsson Rocks (en kulle)